# Kościół Bożego Ciała w Posadowicach
Kościół Bożego Ciała w Posadowicach – rzymskokatolicki kościół filialny znajdujący się w Posadowicach, należący do parafii św. Józefa Oblubieńca Najświętszej Maryi Panny w Bierutowie.

## Położenie
Kościół znajduje się na wzgórzu w centrum wsi, naprzeciwko Pałacu w Posadowicach.

## Historia
Budowę kościoła ukończono w II połowie XVII wieku. Został gruntownie przebudowany na początku XX wieku (wymiana części ścian). Pierwotnie konstrukcji szkieletowej i nowszej murowanej. Jednonawowy, bez wydzielonego prezbiterium, zakończony trójbocznie z czworoboczną drewnianą wieżą, na kamiennej podmurówce. Na wyposażeniu zachował się renesansowy ołtarz główny i ambona z II połowy XVII w. oraz renesansowa chrzcielnica z 1585. W kościele znajdują się także epitafia właścicieli wsi.

## Otoczenie
Przy kościele znajduje się trzon kamiennego krzyża, który został tam przeniesiony w 2007 r. z parku dworskiego w Posadowicach. Krzyż został złamany po 1945 r., a jego górna część została prawdopodobnie zatopiona w parkowym stawie. Nie jest znana data i powód fundacji krzyża a przypisywany mu pokutny charakter jest hipotezą opartą na błędnym założeniu, że wszystkie stare kamienne krzyże zapomnianego pochodzenia, są krzyżami pokutnymi.